# Adenanthos ileticos
Adenanthos ileticos är en tvåhjärtbladig växtart som beskrevs av Ernest Charles Nelson. Adenanthos ileticos ingår i släktet Adenanthos och familjen Proteaceae. Inga underarter finns listade i Catalogue of Life.